# Taiwanaenidea
Taiwanaenidea is een geslacht van kevers uit de familie bladkevers (Chrysomelidae).
De wetenschappelijke naam van het geslacht werd in 1984 gepubliceerd door Kimoto.

## Soorten
- Taiwanaenidea collaris Kimoto, 1984
- Taiwanaenidea strigosa Kimoto, 1984